# Matti Koskenkorva
Matti Koskenkorva, född 25 december 1880 i Haapavesi, Norra Österbotten, död 8 oktober 1965, var en finländsk längdskidåkare som var framgångsrik internationellt under de första åren av 1900-talet.

## Karriär
Matti Koskenkorva, som började sin karriär som skidåkare vid 24 års ålder, gjorde sin tävlingsdebut i 30 kilometers skidåkning i Uleåborg 1905, där han slutade på en imponerande tredjeplats. Hans första seger kom två år senare på samma distans i Uleåborg. I januari 1908 satte Koskenkorva ett inofficiellt världsrekord på 30 kilometer med tiden 1:38:05. Under samma år upprepade han sin seger i Uleåborg och tog en andraplats i sitt första 60-kilometerslopp.
1909 representerade Koskenkorva Finland vid de Nordiska spelen i Stockholm, där han dominerade 60-kilometerstävlingen med tiden 4:34:45, nästan 13 minuter före tvåan. Efter tävlingen bytte han sin prispokal mot en symaskin, vilket var en värdefull tillgång för hans fattiga lantfamilj. Samma år vann han 30 kilometers loppet i Uleåborg för tredje gången och besegrade knappt Sveriges Haldo Hansson vid Helsingfors internationella skidmästerskap. Året därpå slutade han tvåa i 30 kilometers längdskidåkning vid Vyborg International Winter Games.
1911 bidrog Koskenkorva till Finlands seger över Sverige om friherren Reinhold von Willebrands trofé i Helsingfors, där han var snabbast i tävlingen med tiden 2:23:58. Vid de Nordiska spelen 1913 i Östersund vann han 60-kilometerstävlingen med tiden 5:05:24, slående svenske Albin Lingvall med över 25 minuter och norske Lauritz Bergendahl med exakt en halvtimme. Han fortsatte att dominera i Uleåborg, där han förbättrade sitt inofficiella världsrekord på 30 kilometer till 1:34:37.
Efter en allvarlig skada sommaren 1914 återvände Koskenkorva till tävlingsbanorna och deltog i Holmenkollen 50 km, där han slutade nia. Under krigsåren tävlade han mindre, men han fortsatte att prestera väl, inklusive en femteplats på 30 kilometer och en tredjeplats på 60 kilometer vid de finska vinterspelen 1919. Han vann även 50 kilometers loppet i Puijo och sitt enda finska mästerskap i serien över 45 år med 10 kilometer 1926. Hans sista tävling var i Ounasvaara 1929, där han slutade trea.
Koskenkorvas dotter Venla fortsatte familjetraditionen som skidåkare och vann tävlingen i Ounasvaara 1928.

## Privatliv
Utöver sin karriär som idrottare, förvaltade Koskenkorva sitt hem och jordbruk. Trots framgångarna inom sporten, stod han inför ekonomiska svårigheter under perioder av sitt liv. Som familjeförsörjare för en sjubarnsfamilj, brottades han med skulder på bostaden och utmaningar med den steniga åkern. Ekonomisk osäkerhet var en konstant i hans liv, och prispengar från tävlingar bidrog med nödvändiga medel till familjens knappa försörjning. Koskenkorva var en outtröttlig arbetare, både på gården och inom idrotten, där han nådde betydande framgångar som en av de främsta aspåkarna och blev nordisk mästare två gånger. Han avled den 8 oktober 1965.